# Barbora Matúšová
Barbora Matúšová (* 8. Dezember 1999) ist eine slowakische Tennisspielerin.

## Karriere
Matúšová begann mit sechs Jahren das Tennisspielen und spielt überwiegend auf Turnieren der ITF Women’s World Tennis Tour, bei denen sie bislang einen Titel im Einzel gewonnen hat.
2017 erreichte sie bei den French Open als Lucky Loser das Hauptfeld im Juniorinneneinzel, wo sie mit einem 6:1 und 6:4 Sieg über Jekaterina Wischnewskaja die zweite Runde erreichte, dann aber gegen Camila Osorio mit 4:6, 6:4 und 4:6 verlor.
2018 verlor sie im Finale des mit 15.000 US-Dollar dotierten ITF-Turniers in Scharm asch-Schaich mit 6:4, 5:7 und 2:6 gegen Anastassija Pribylowa.
2021 stand sie im März an der Seite von Anastassija Solotarjowa im Finale des Doppelwettbewerbs des ITF-Turniers in Scharm asch-Schaich, das die beiden aber mit 1:6 und 2:6 gegen Ayano Shimizu und Momoko Kobori verloren. Im April stand sie mit Partnerin Solotarjowa im Finale des Doppelwettbewerbs des ITF-Turniers in Kairo, wo die beiden mit 4:6 und 4:6 gegen Park So-hyun und Elina Araratowna Awanessjan verloren.
2022 gewann sie in Kairo ihren ersten Einzeltitel bei einem ITF-Turnier. Im Oktober unterlag sie im Doppelfinale des ITF-Turniers in Scharm asch-Schaich zusammen mit Partnerin Romana Čisovská der Paarung Vivian Yang und Patricija Paukštytė mit 5:7 und 4:6.

## Turniersiege

### Einzel
| Nr. | Datum        | Turnier | Kategorie | Belag | Finalgegnerin    | Ergebnis |
| --- | ------------ | ------- | --------- | ----- | ---------------- | -------- |
| 1.  | 22. Mai 2022 | Kairo   | ITF W15   | Sand  | Noma Noha Akugue | 6:2, 7:5 |